# Colleret
Colleret est une commune française située dans le département du Nord, en région Hauts-de-France.

## Géographie

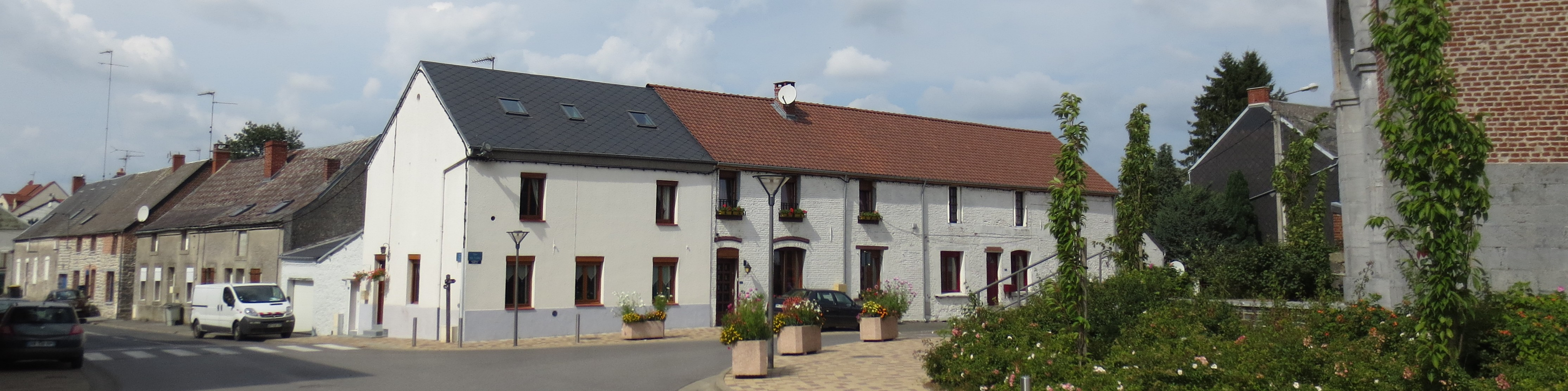
Vue panoramique de Colleret.

Colleret est le deuxième village en superficie du Val de Sambre (18,79 km2, juste après la ville de Feignies).
Il se compose d'un hameau se nommant Ostergnies (voir ci-dessous la galerie photos de ce bourg).
Sur la commune de Colleret se trouve le fort de Cerfontaine, village voisin.

### Communes limitrophes
| Recquignies        | Marpent          | Jeumont                        |
| Cerfontaine        | Colleret         | Bersillies-l'Abbaye (Belgique) |
| Ferrière-la-Petite | Quiévelon, Aibes | Cousolre                       |

### Hydrographie

#### Réseau hydrographique
La commune est située dans le bassin Artois-Picardie. Elle est drainée par le ruisseau de Grandireux, le ruisseau de l'Escrière, le ruisseau de Watissart, le Ri d'Haye, le ruisseau de Colleret, le ruisseau Des Branleux, le ruisseau Des Vallées et le ruisseau Presson,,.

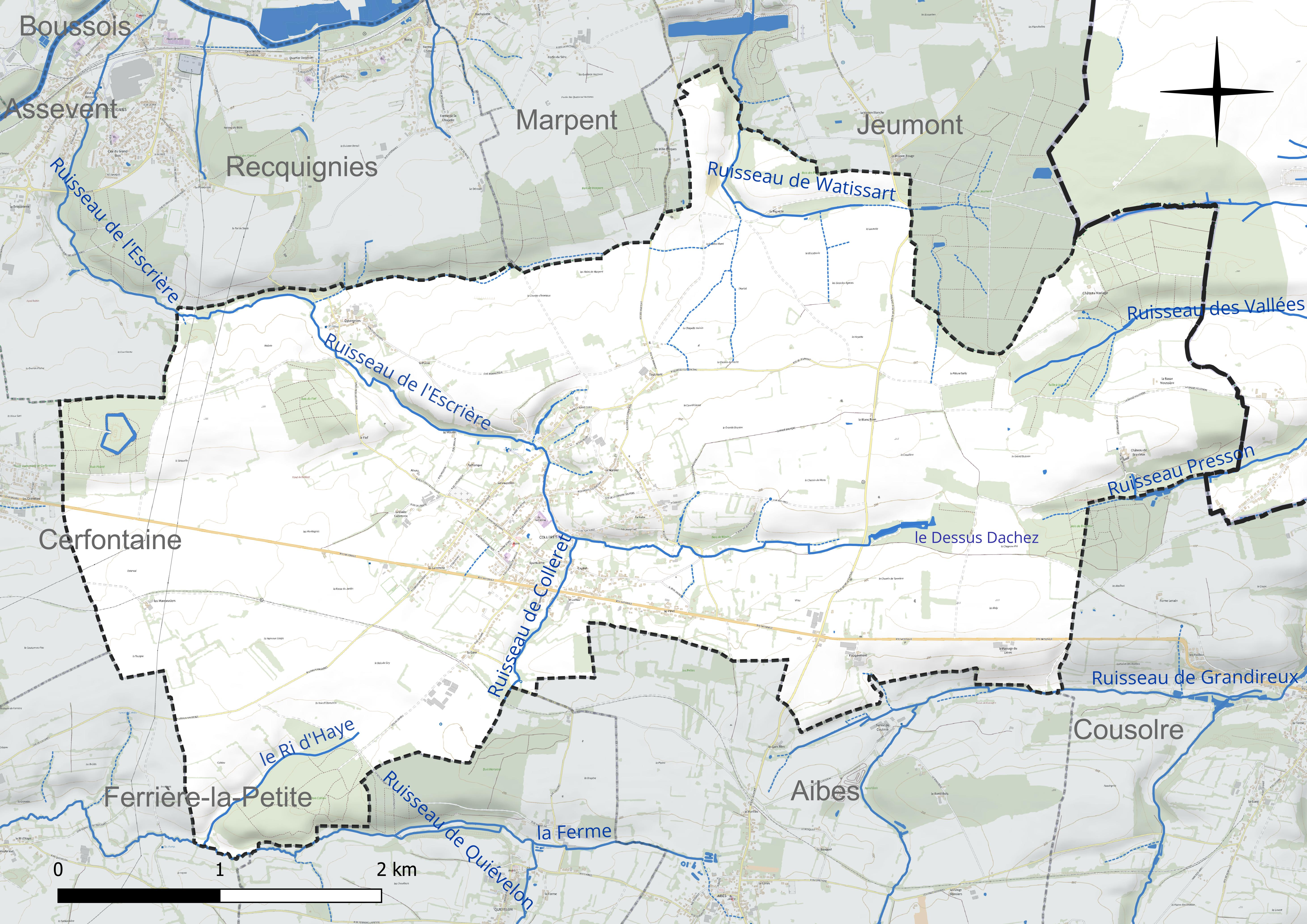
Réseau hydrographique de Colleret.

Un plan d'eau complète le réseau hydrographique : le Dessus Dachez (0,7 ha),.

#### Gestion et qualité des eaux
Le territoire communal est couvert par le schéma d'aménagement et de gestion des eaux (SAGE) « Sambre ». Ce document de planification concerne un territoire de 1 253 km2 de superficie, délimité par le bassin versant de la Sambre. Le périmètre a été arrêté le 1er novembre 2003 et le SAGE proprement dit a été approuvé le 21 septembre 2012, puis modifié le 18 août 2022. La structure porteuse de l'élaboration et de la mise en œuvre est le syndicat mixte du Parc naturel régional de l'Avesnois. 
La qualité des cours d'eau peut être consultée sur un site dédié géré par les agences de l'eau et l'Agence française pour la biodiversité. 

### Climat
Pour des articles plus généraux, voir Climat des Hauts-de-France et Climat du Nord.
En 2010, le climat de la commune est de type climat des marges montargnardes, selon une étude du CNRS s'appuyant sur une série de données couvrant la période 1971-2000. En 2020, Météo-France publie une typologie des climats de la France métropolitaine dans laquelle la commune est exposée à un climat océanique altéré et est dans la région climatique  Nord-est du bassin Parisien, caractérisée par un ensoleillement médiocre, une pluviométrie moyenne régulièrement répartie au cours de l'année et un hiver froid (3 °C). 
Pour la période 1971-2000, la température annuelle moyenne est de 9,8 °C, avec une amplitude thermique annuelle de 15,1 °C. Le cumul annuel moyen de précipitations est de 907 mm, avec 12,7 jours de précipitations en janvier et 10,1 jours en juillet. Pour la période 1991-2020, la température moyenne annuelle observée sur la station météorologique la plus proche, située sur la commune de Saint-Hilaire-sur-Helpe à 19 km à vol d'oiseau, est de 10,5 °C et le cumul annuel moyen de précipitations est de 802,4 mm,. Pour l'avenir, les paramètres climatiques de la commune estimés pour 2050 selon différents scénarios d'émission de gaz à effet de serre sont consultables sur un site dédié publié par Météo-France en novembre 2022.

## Urbanisme

### Typologie
Au 1er janvier 2024, Colleret est catégorisée bourg rural, selon la nouvelle grille communale de densité à sept niveaux définie par l'Insee en 2022.
Elle est située hors unité urbaine. Par ailleurs la commune fait partie de l'aire d'attraction de Maubeuge (partie française), dont elle est une commune de la couronne,. Cette aire, qui regroupe 65 communes, est catégorisée dans les aires de 50 000 à moins de 200 000 habitants,.

### Occupation des sols
L'occupation des sols de la commune, telle qu'elle ressort de la base de données européenne d'occupation biophysique des sols Corine Land Cover (CLC), est marquée par l'importance des territoires agricoles (79 % en 2018), une proportion identique à celle de 1990 (79 %). La répartition détaillée en 2018 est la suivante : 
terres arables (51,7 %), prairies (27,2 %), forêts (14,3 %), zones urbanisées (6,7 %), zones agricoles hétérogènes (0,2 %). L'évolution de l'occupation des sols de la commune et de ses infrastructures peut être observée sur les différentes représentations cartographiques du territoire : la carte de Cassini (XVIIIe siècle), la carte d'état-major (1820-1866) et les cartes ou photos aériennes de l'IGN pour la période actuelle (1950 à aujourd'hui).

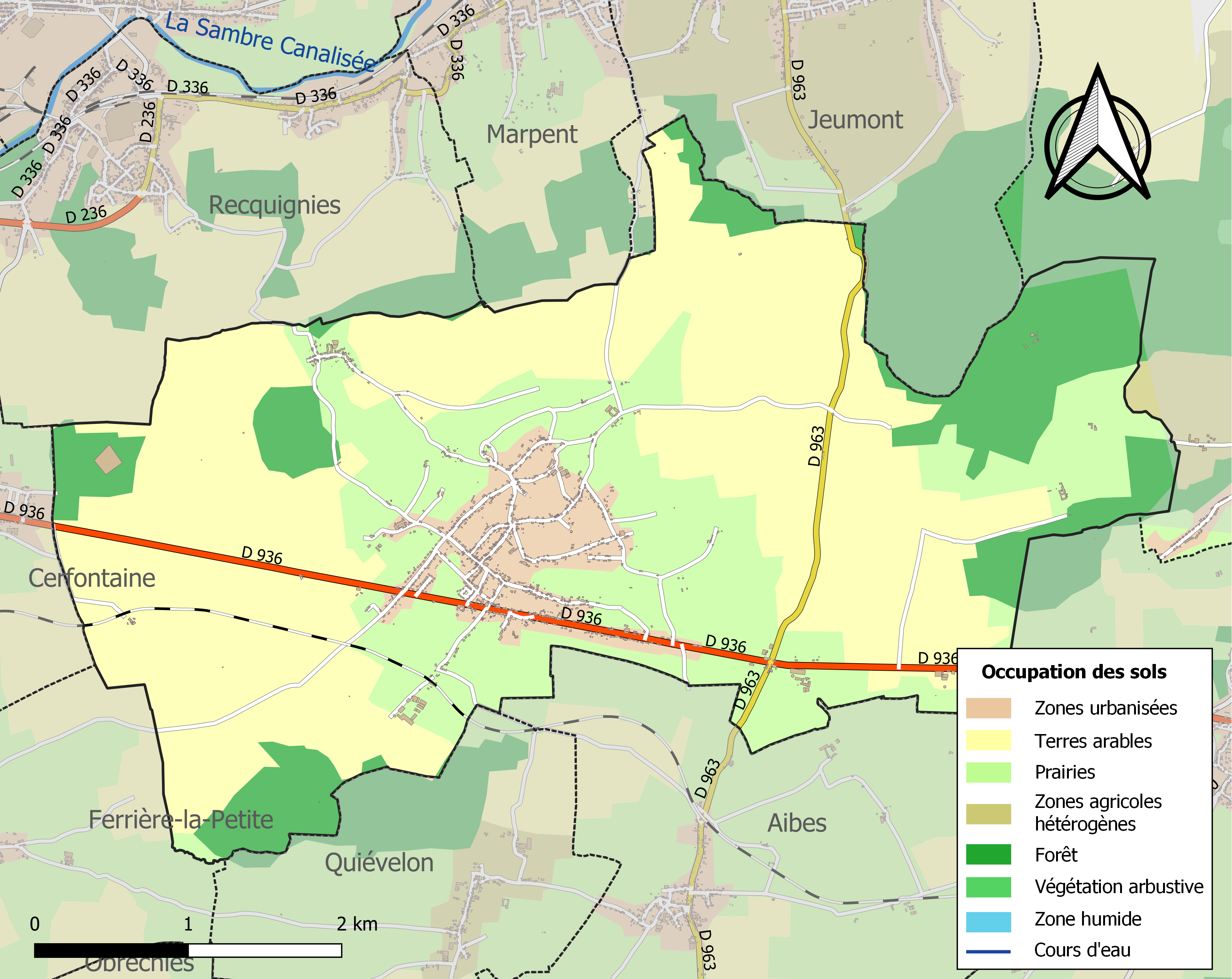
Carte des infrastructures et de l'occupation des sols de la commune en 2018 (CLC).

### Voies de communication et transports
La commune est desservie, en 2024, par le service de transport à la demande du réseau Stibus. Elle est également desservie, en 2024, par la ligne 985 du réseau interurbain Arc-en-Ciel 4.

## Histoire
En 663, sainte Aldegonde légua par testament Colleret à son monastère, aussi le Chapître de Maubeuge en eut-il de tous temps la seigneurie féodale et y exerça dans toute leur plénitude les droits seigneuriaux. Colleret était compris dans la prévôté de Maubeuge. Le prévôt de Maubeuge était le gouverneur de la ville et l'administrateur de la justice, nommé par le comte du Hainaut ; il était son représentant dans tout le ressort de sa prévôté ; il devait, avant d'entrer en fonction (comme le comte et le grand bailli du Hainaut) prêter serment entre les mains du mayeur héréditaire de la ville et devant le grand autel de l'église de Sainte Aldegonde. Maubeuge avait aussi son gouverneur militaire qui assurait la sécurité des villages voisins. En 1340, Wallerans, sire de Fauquemont (lieu-dit de Colleret) tenait ce poste.
À cette époque ("barbare" dixit Z. Pierart) où la force seule constituait souvent le droit, les abbayes de femmes ne pouvaient exercer leurs droits féodaux et conserver leurs biens qu'à l'aide de la protection de quelques puissants seigneurs qui, sous le nom d'avoué ou vidame, assuraient leur repos et défendaient leurs intérêts. Cette espèce de tutelle était payée par un don ou une redevance à laquelle on donnait le nom d'avouerie. Le comte du Hainaut était "l'homme" du Chapitre à Colleret. Dans les registres des comptes, on voit que la plupart des revenus sont partagés par moitié entre le comte du Hainaut et le Chapitre.
Les droits seigneuriaux du Chapitre de Colleret étaient :
- haute, moyenne et basse justice : le Chapitre avait ces droits dans six villages de la prévôté de Maubeuge dont Colleret. La justice du Chapitre a un auditoire et un greffe, une prison qui consistait en un caveau éclairé par une petite fenêtre donnant sur la rue (l'établissement des Chanoinesses de Colleret disposait de sa propre prison).
- morte main ou meilleur Cattel (meuble) : à la mort du chef de famille, le Chapitre pouvait prendre le meilleur meuble qui se trouvait dans la maison. On trouve à ce sujet des notes curieuses : "En 1411, Colart Del'Motte, pour une guéniche (génisse) vendue à la ferme —14 sous— pour le Comte du Hainaut et autant pour le Chapitre". Ce droit qui était devenu odieux aux populations et dont l'exercice suscitait toute sorte d'embarras au Chapitre fut, dès le commencement du XVIIIe siècle racheté par les communautés moyennant une redevance annuelle.
- rentes et argent : la plupart de ces rentes étaient assises sur des biens ayant autrefois appartenu au Chapitre et que ce dernier avait cédés aux habitants de Colleret pour les mettre en culture ou pour y construire des habitations.
- a banalité : était un droit d'un seigneur de Colleret d'avoir un moulin, un pressoir, une brasserie (qui se situait sur l'emplacement actuel de la maison n°15 rue Pierre et Marie Curie), un four, un taureau banal et de contraindre ses vassaux moyennant paiement à y moudre leurs grains, à y faire leurs boissons, à y cuire leur pain, à y mener leurs vaches.
- les dimes (essentiellement sur les récoltes) : les propriétaires assujettis à ce droit doivent au Chapitre une redevance annuelle par journée.

Le Chapitre était tenu de l'entretien du chœur et des cloches de l'église de Colleret. Le Chapitre nommait comme mayeur et échevins qui il voulait, il désignait des individus pour ce devoir et ceux-ci pouvaient être étrangers à la localité. C'est ainsi que six bourgeois de Maubeuge sont, dans un acte, échevins de Colleret. Le Chapitre avait des sergents des bois, ils portaient un chapeau galonné d'argent, un habit et un manteau. Il leur était en outre attribué une partie des amendes et des droits de pennage (paisson des bêtes dans les bois de Colleret). Le Chapitre de Maubeuge possédait donc à Colleret la majeure partie du territoire sur lequel il exploitait deux grandes fermes; celle de Fauquemont (sur la route de Cousolre) et surtout la Casdel'cours (Cour Sainte Aldegonde, rue des Chanoinesses).

## Héraldique
|  | Les armes de Colleret se blasonnent ainsi : « D'or à trois chevrons de sable ». |

Note: Le blason de Colleret est le même que celui de Hautmont

## Politique et administration

### Tendances politiques et résultats
Claude Menissez devient maire à l'issue des élections municipales de mars 2014.
Le premier tour des élections municipales de 2020 se déroule le 15 mars. Le confinement lié à la pandémie de Covid-19 retarde de deux mois l'élection des maires par les nouveaux conseils municipaux. Claude Menissez est réélu maire fin mai.

### Liste des maires
Maire de 1802 à 1808 : Philippe Renon,.
Maire en 1881 : Édouard Mariage.

Maire en 1939 : Buchel.
| Identité                                    | Période   | Période   | Durée            | Étiquette     |
| Identité                                    | Début     | Fin       | Durée            | Étiquette     |
| ------------------------------------------- | --------- | --------- | ---------------- | ------------- |
| Rémond Tache (d)                            | mars 1989 | juin 1995 | 6 ans et 3 mois  |               |
| Bernadette Lejuste (d),                     | juin 1995 | mars 2014 | 18 ans et 9 mois | divers gauche |
| Claude Menissez (d), (né le 3 janvier 1950) | mars 2014 | En cours  | 11 ans           | divers droite |

## Population et société

### Démographie

#### Évolution démographique
L'évolution du nombre d'habitants est connue à travers les recensements de la population effectués dans la commune depuis 1793. Pour les communes de moins de 10 000 habitants, une enquête de recensement portant sur toute la population est réalisée tous les cinq ans, les populations de référence des années intermédiaires étant quant à elles estimées par interpolation ou extrapolation. Pour la commune, le premier recensement exhaustif entrant dans le cadre du nouveau dispositif a été réalisé en 2006.

En 2022, la commune comptait 1 551 habitants, en évolution de −4,26 % par rapport à 2016 (Nord : +0,51 %, France hors Mayotte : +2,11 %).
| 1793 | 1800 | 1806 | 1821 | 1831  | 1836 | 1841  | 1846  | 1851  |
| ---- | ---- | ---- | ---- | ----- | ---- | ----- | ----- | ----- |
| 583  | 639  | 722  | 781  | 1 014 | 999  | 1 096 | 1 091 | 1 102 |

| 1856  | 1861  | 1866  | 1872  | 1876  | 1881  | 1886  | 1891  | 1896  |
| ----- | ----- | ----- | ----- | ----- | ----- | ----- | ----- | ----- |
| 1 148 | 1 156 | 1 168 | 1 181 | 1 106 | 1 190 | 1 295 | 1 393 | 1 273 |

| 1901  | 1906  | 1911  | 1921  | 1926  | 1931  | 1936  | 1946  | 1954  |
| ----- | ----- | ----- | ----- | ----- | ----- | ----- | ----- | ----- |
| 1 295 | 1 278 | 1 374 | 1 248 | 1 292 | 1 334 | 1 328 | 1 305 | 1 502 |

| 1962  | 1968  | 1975  | 1982  | 1990  | 1999  | 2006  | 2011  | 2016  |
| ----- | ----- | ----- | ----- | ----- | ----- | ----- | ----- | ----- |
| 1 610 | 1 606 | 1 665 | 1 627 | 1 721 | 1 649 | 1 639 | 1 677 | 1 620 |

| 2021  | 2022  | - | - | - | - | - | - | - |
| ----- | ----- | - | - | - | - | - | - | - |
| 1 573 | 1 551 | - | - | - | - | - | - | - |

#### Pyramide des âges
La population de la commune est relativement jeune.
En 2018, le taux de personnes d'un âge inférieur à 30 ans s'élève à 33,4 %, soit en dessous de la moyenne départementale (39,5 %). À l'inverse, le taux de personnes d'âge supérieur à 60 ans est de 25,0 % la même année, alors qu'il est de 22,5 % au niveau départemental.
En 2018, la commune comptait 810 hommes pour 808 femmes, soit un taux de 50,06 % d'hommes, légèrement supérieur au taux départemental (48,23 %).
Les pyramides des âges de la commune et du département s'établissent comme suit.
| Hommes | Classe d’âge | Femmes |
| ------ | ------------ | ------ |
| 0,7    | 90 ou +      | 1,9    |
| 6,8    | 75-89 ans    | 8,6    |
| 15,5   | 60-74 ans    | 16,6   |
| 23,3   | 45-59 ans    | 23,1   |
| 19,0   | 30-44 ans    | 17,7   |
| 15,0   | 15-29 ans    | 14,8   |
| 19,6   | 0-14 ans     | 17,4   |

| Hommes | Classe d’âge | Femmes |
| ------ | ------------ | ------ |
| 0,5    | 90 ou +      | 1,4    |
| 5,3    | 75-89 ans    | 8,1    |
| 14,8   | 60-74 ans    | 16,2   |
| 19,1   | 45-59 ans    | 18,4   |
| 19,5   | 30-44 ans    | 18,7   |
| 20,7   | 15-29 ans    | 19,1   |
| 20,2   | 0-14 ans     | 18     |

## Lieux et monuments
- Église Saint-Amand de Colleret (XIXe siècle).

## Galerie photos

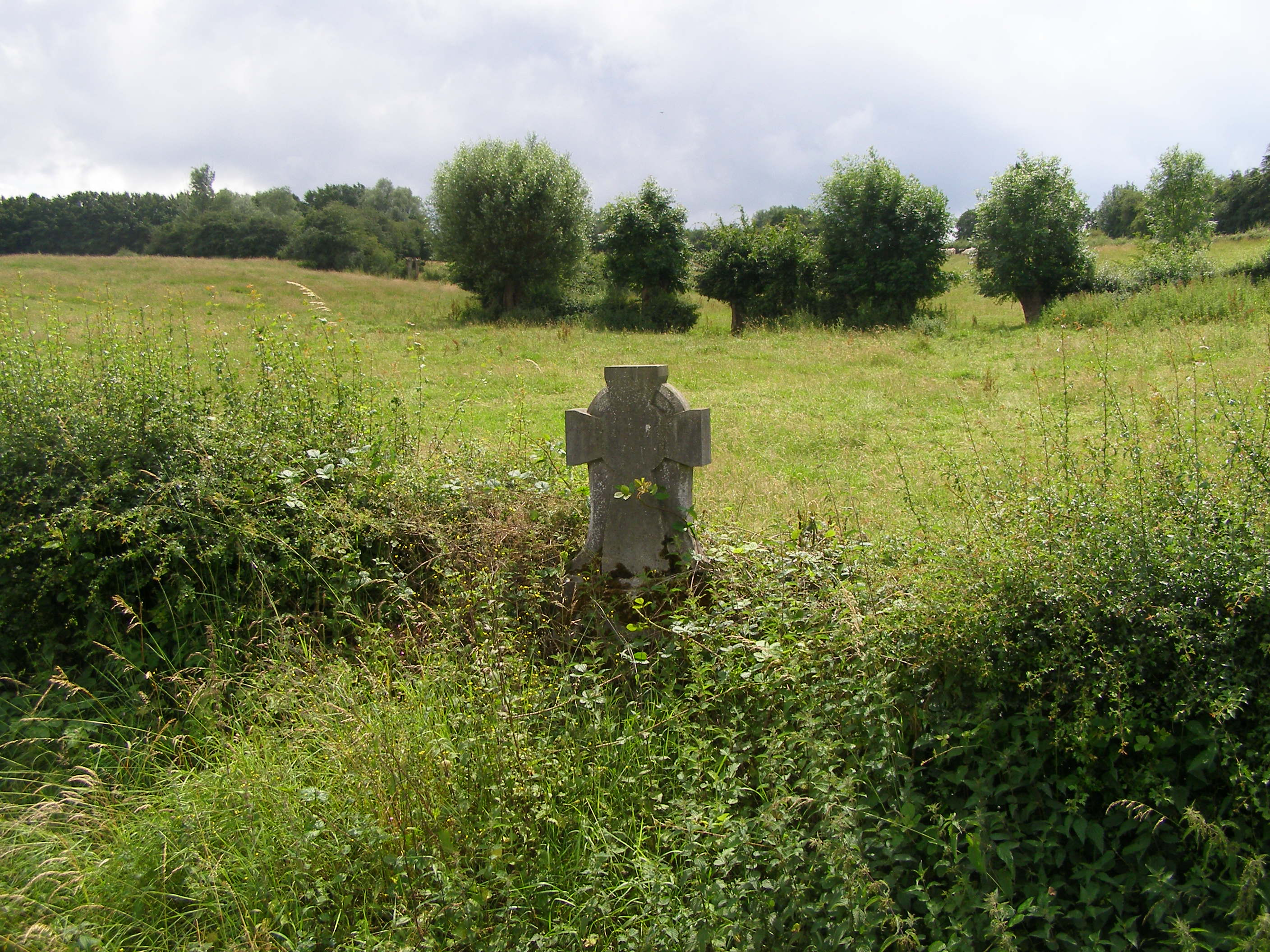
Oratoire dans les prés.
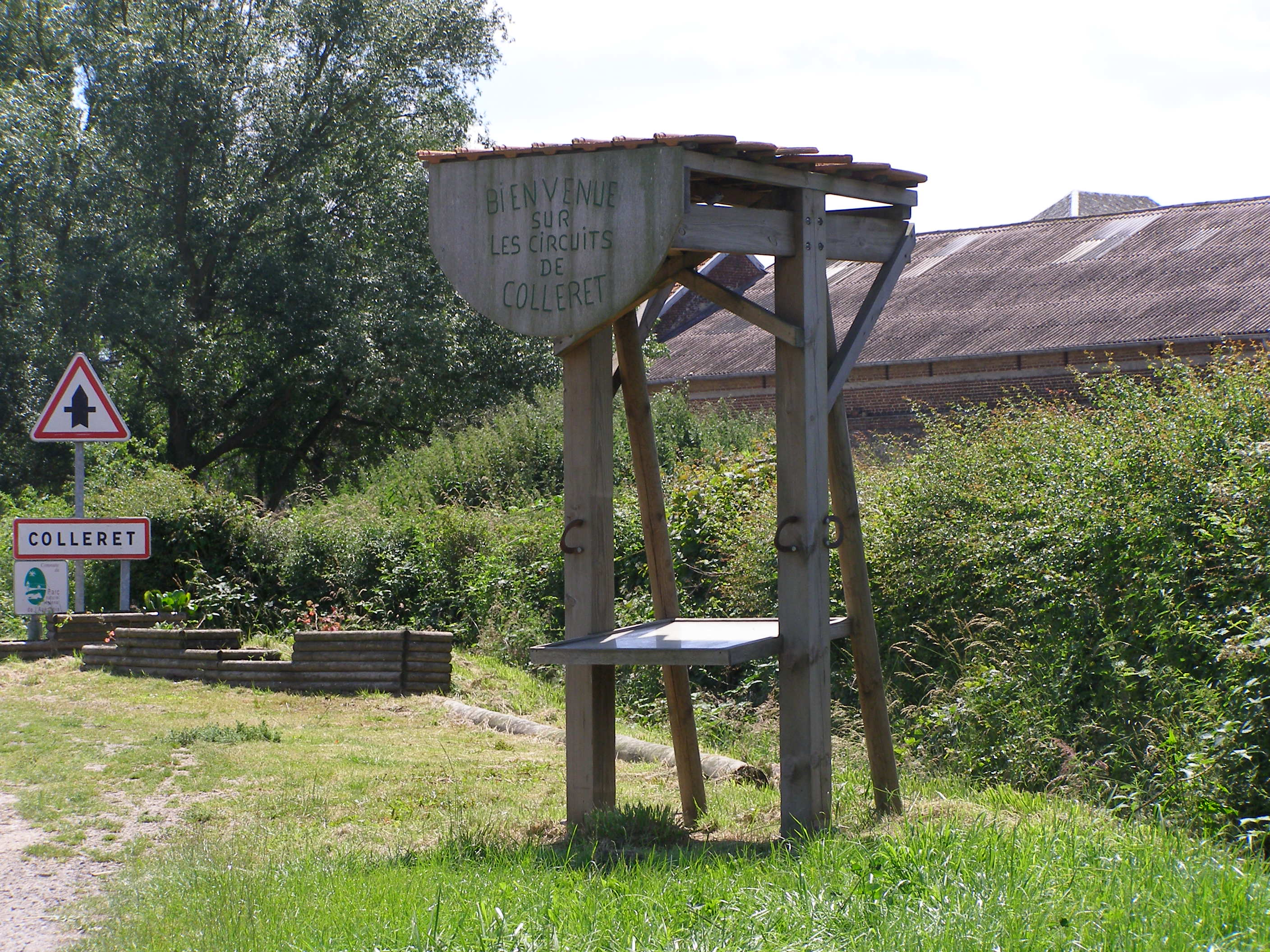
Circuit de Colleret.
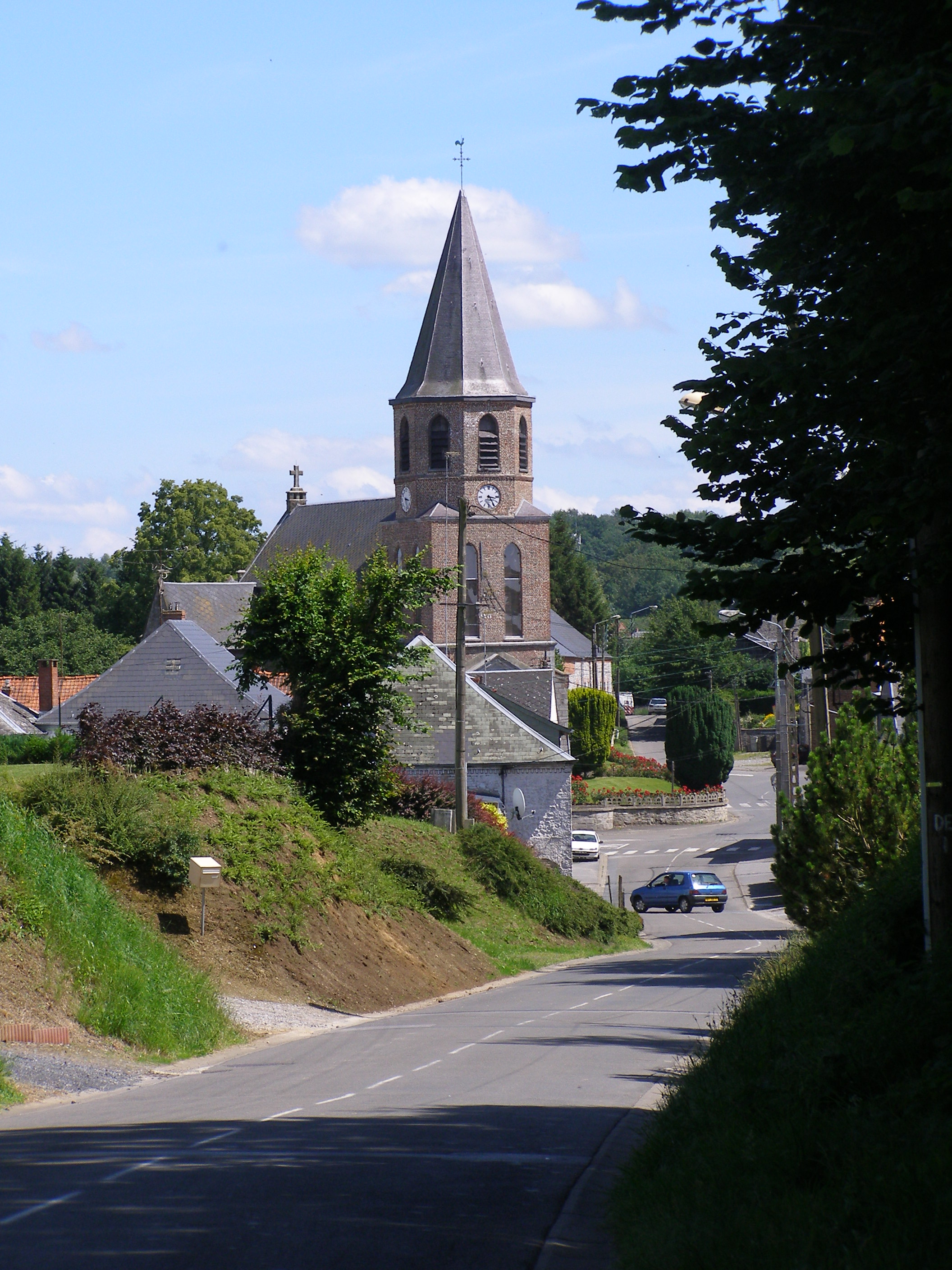
Le village.

### Hameau d'Ostergnies rattaché à Colleret

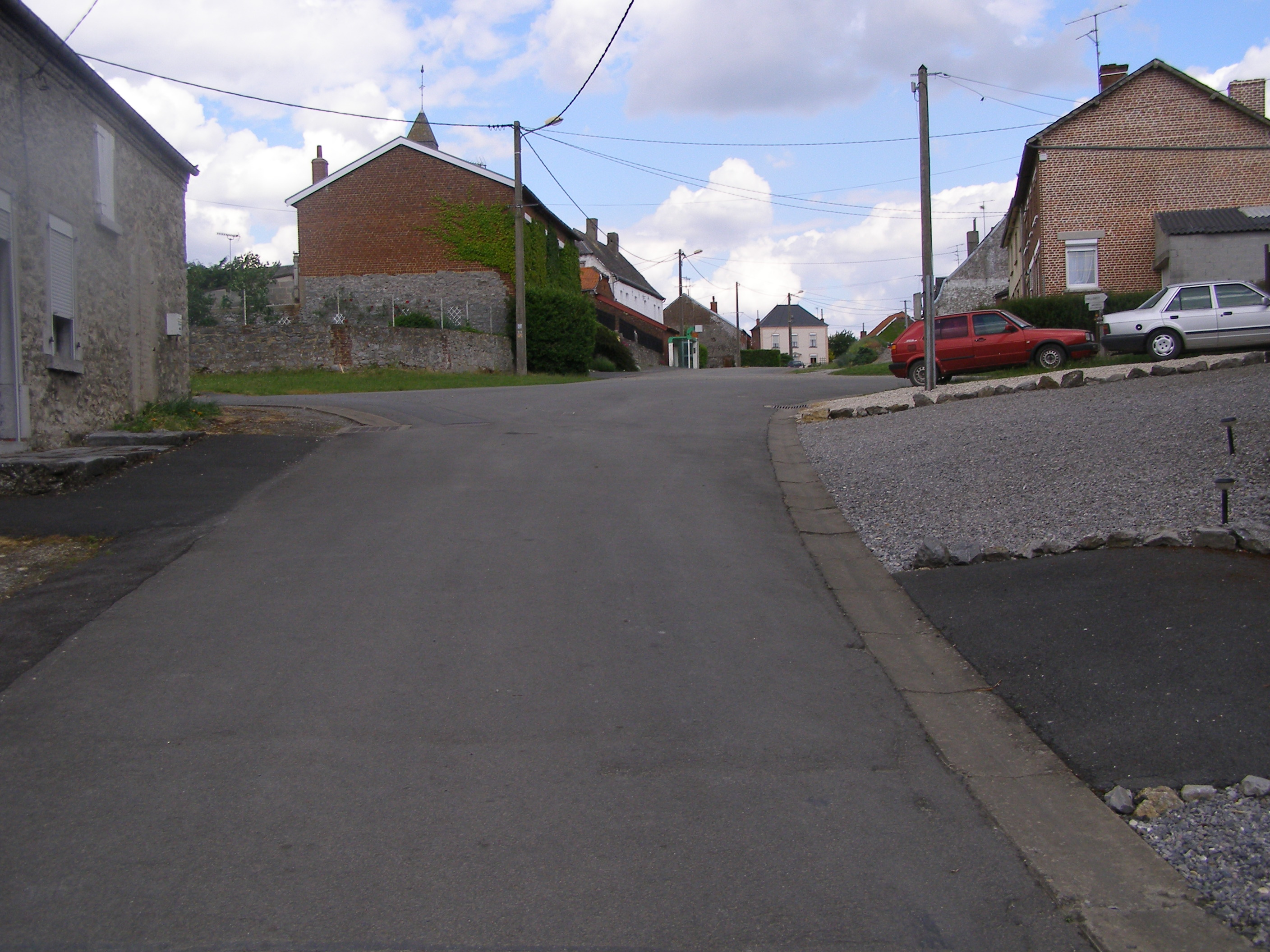
Centre du bourg
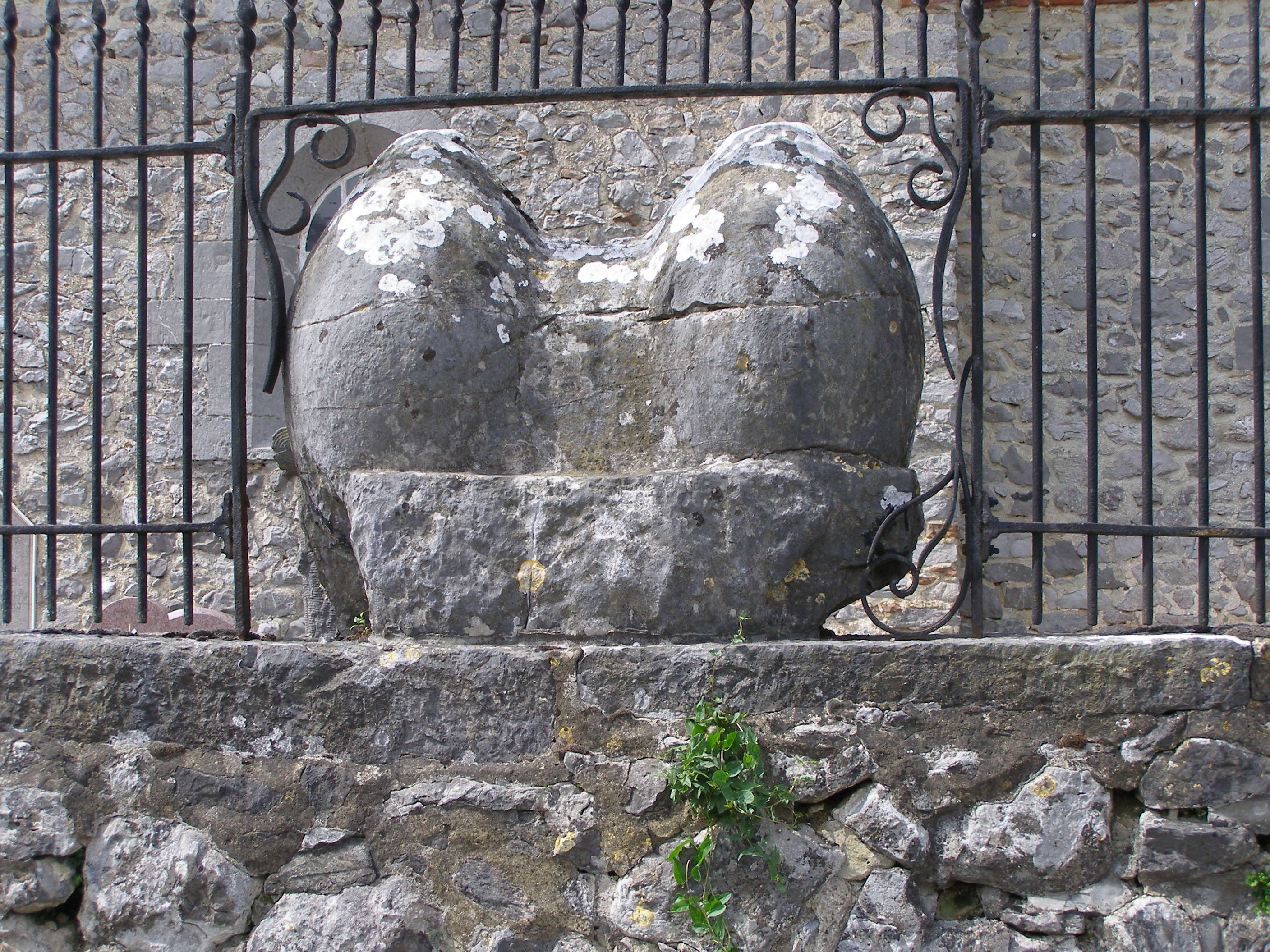
Détail de l'enceinte du cimetière
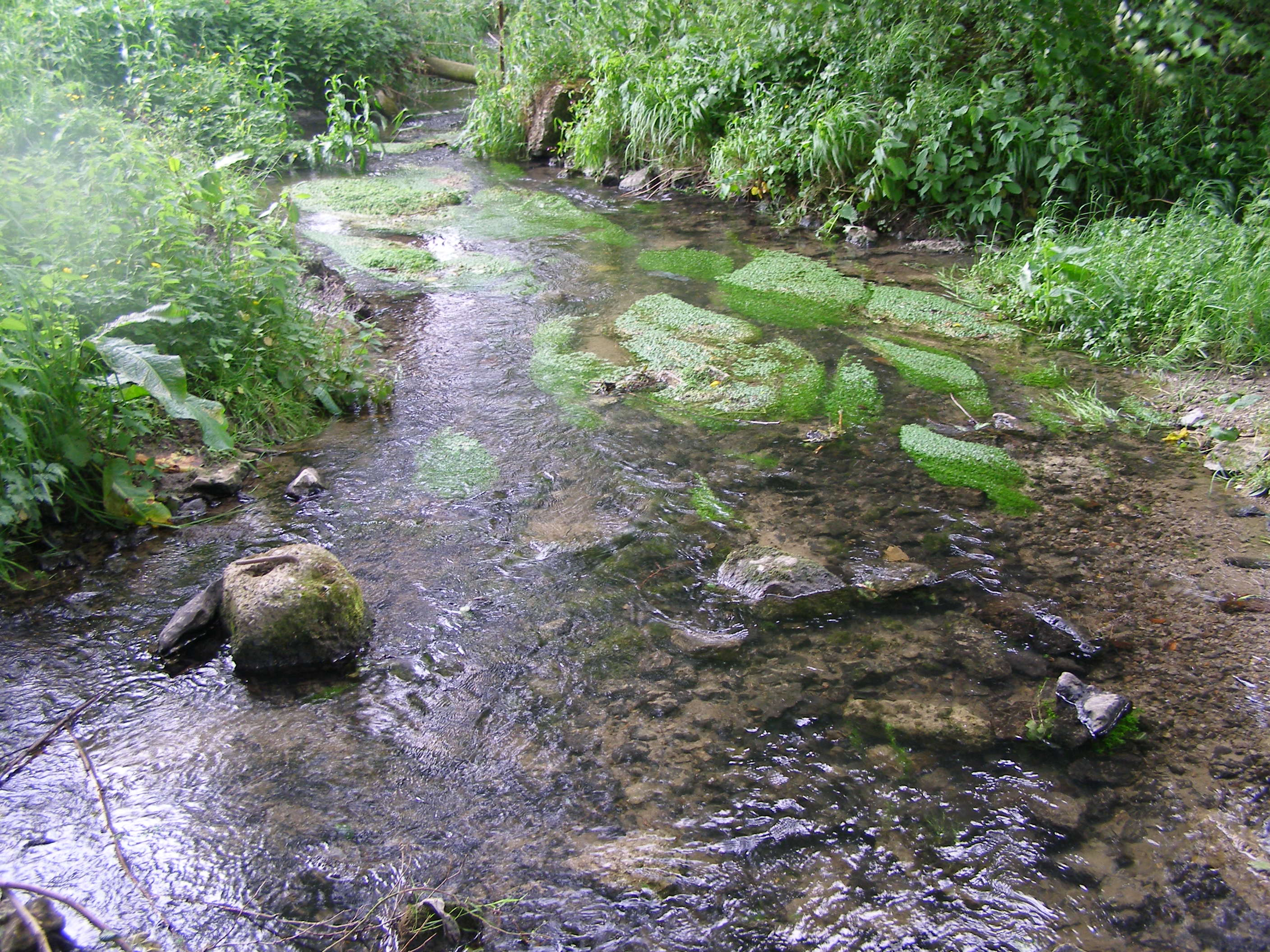
Le ruisseau de l'escrière
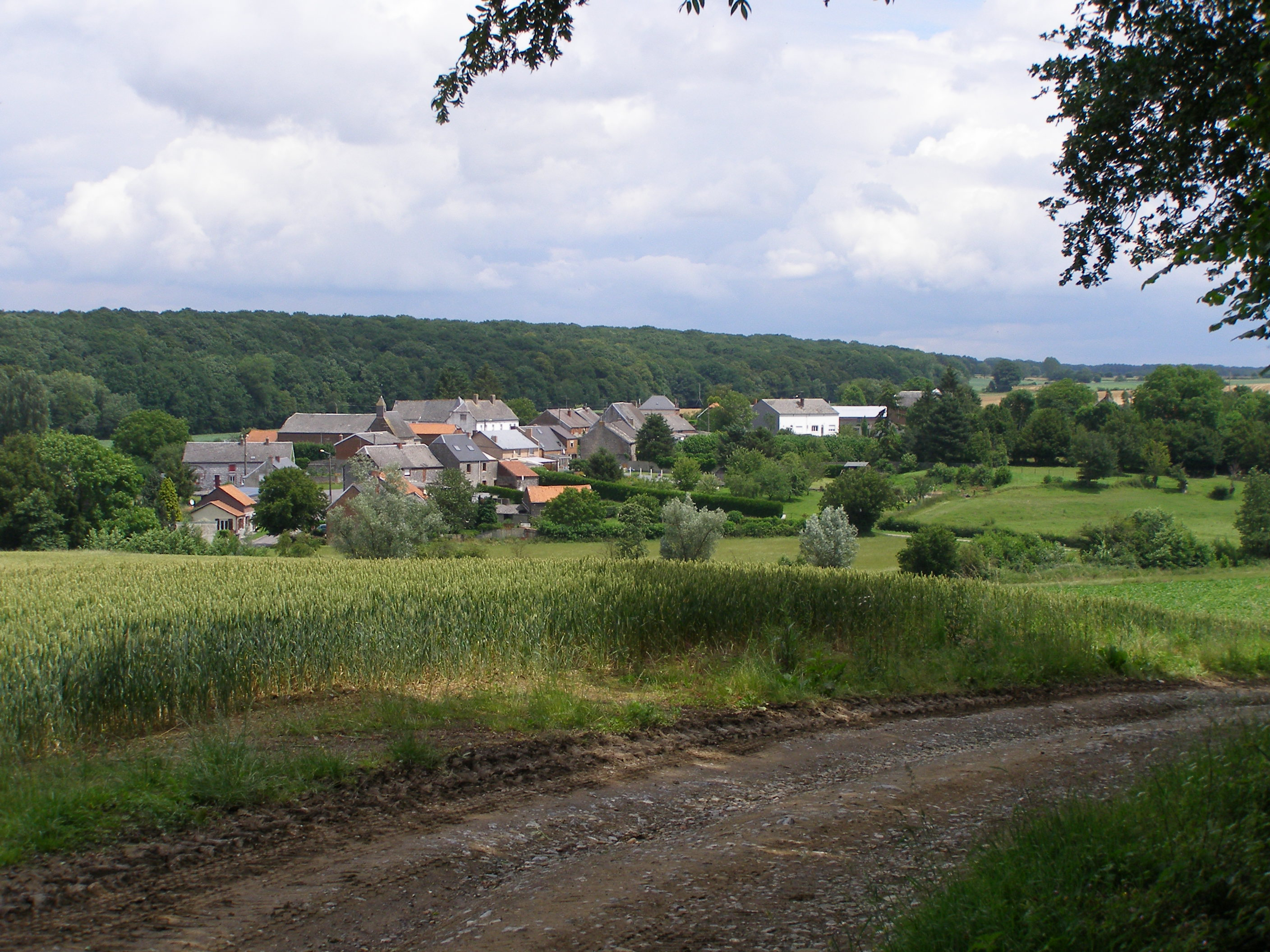
Vue du bourg
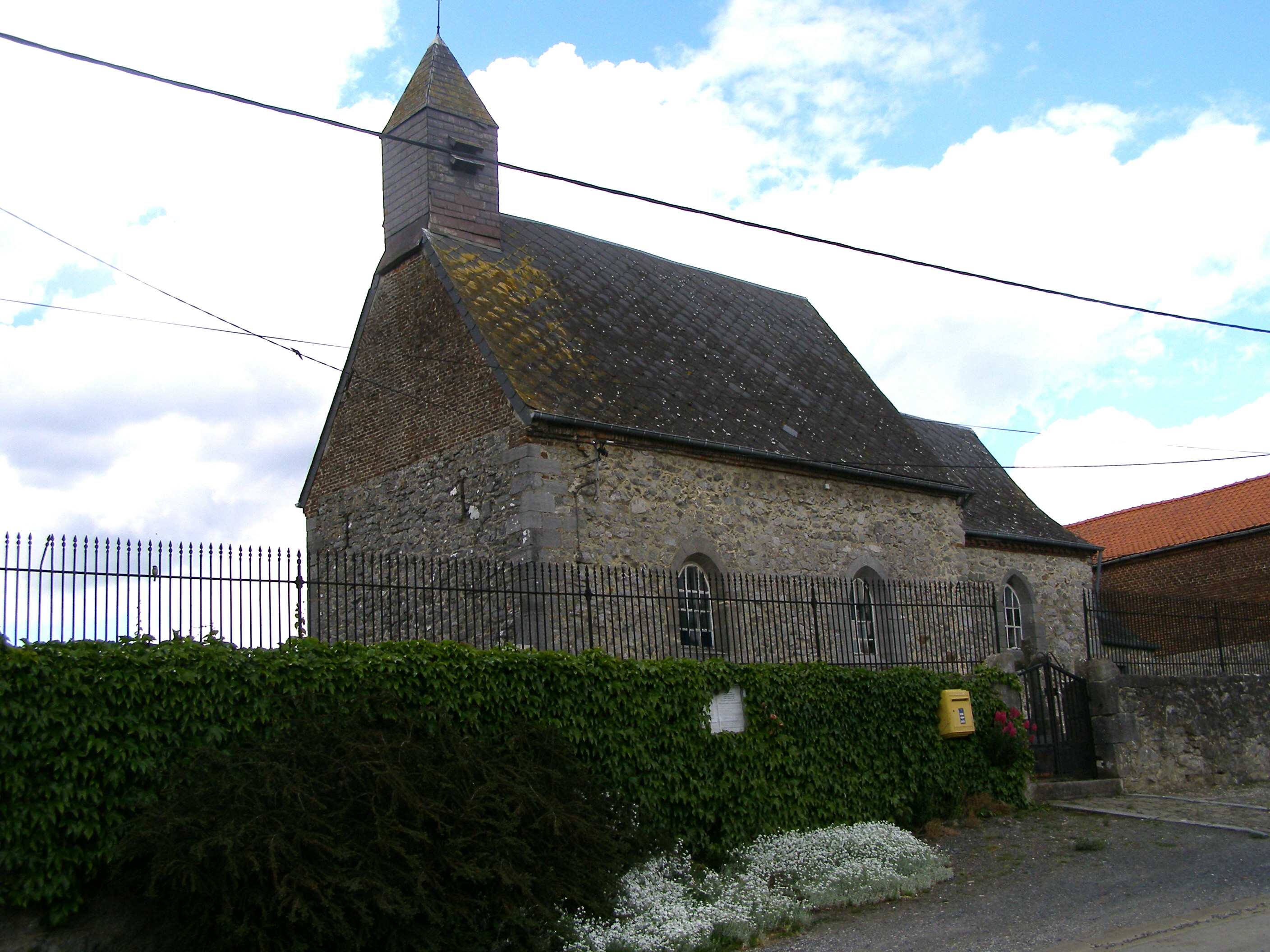
L'église du bourg

## Personnalités liées à la commune
- Aldegonde de Maubeuge (ou Sainte Aldegonde)
- Walbert (ou Saint Walber)
- Georges Clerfayt, homme politique belge
- Simone Jouniaux (1931-2021), bienfaitrice de la commune[36].

## Pour approfondir